# Musculus sartorius
Der Musculus sartorius (lat. für „Schneidermuskel“) ist einer der vorderen Skelettmuskeln des Oberschenkels. Der schlanke Muskel zieht von der Spina iliaca anterior superior am Darmbein des Beckens über die Vorder- und Innenseite des Oberschenkels bis hin zur Innenseite des Schienbeines, genauer zum Pes anserinus superficialis.
Beim Hund besteht der Muskel aus zwei Teilen (Pars cranialis und Pars caudalis), bei Wiederkäuern besitzt er zwei Köpfe. Bei Schlachttieren ist der Muskel Teil der Oberschale.

## Funktion
Die Hauptfunktion des Musculus sartorius ist die Beugung des Hüftgelenks. Darüber hinaus beugt er das Kniegelenk. Er ist der einzige Muskel, der sowohl im Hüftgelenk als auch im Kniegelenk des Menschen beugen kann: alle anderen zweigelenkigen Hüftbeuger strecken im Kniegelenk. Obwohl er an der Vorderseite des Oberschenkels und damit auf der Streckseite liegt, wird dies dadurch ermöglicht, dass der Ansatz durch die Fascia lata hinter den Drehpunkt des Kniegelenks geleitet wird. Zusätzlich zieht er den Oberschenkel nach außen (Abduktion) und dreht den Unterschenkel nach innen. Bei Gegenwirkung durch die Abduktoren des Hüftgelenks ermöglicht er eine gleichzeitige Ausführung von Oberschenkeldrehung und Beugung im Kniegelenk und damit das Einnehmen des Schneidersitzes, was namensgebend für den Muskel ist. In dieser Position ist der Muskel maximal angespannt und verkürzt.

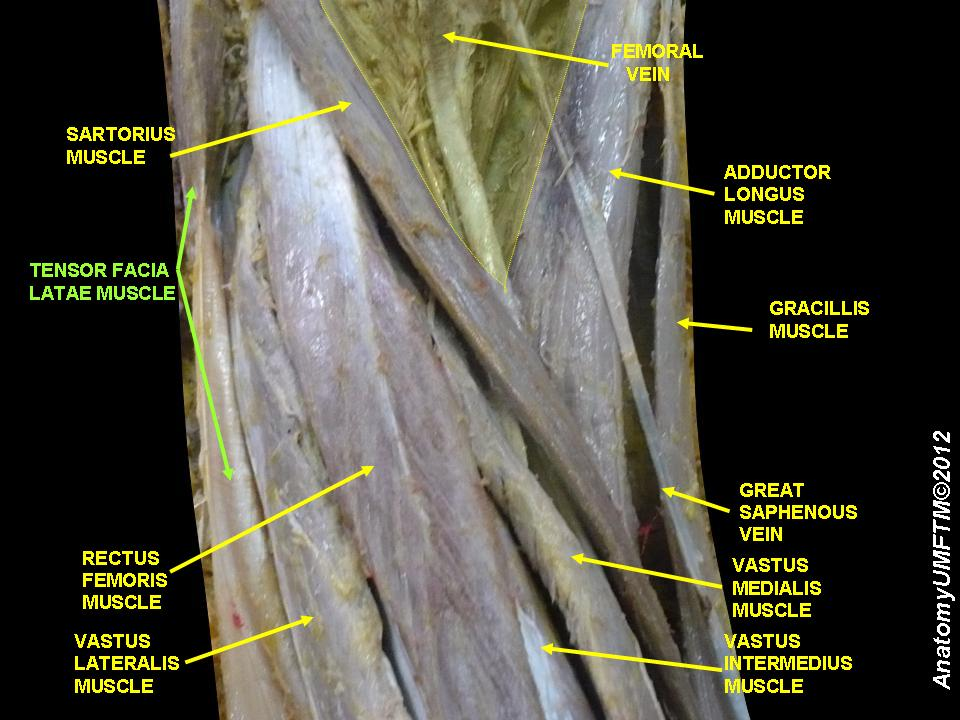
Anatomisches Präparat, welches den Ursprung des M. sartorius zeigt.